# Death on Two Legs (Dedicated to...)
〈Death on Two Legs (Dedicated to...)〉는 영국의 록 밴드 퀸의 곡으로 네 번째 음반 《A Night at the Opera》의 오프닝 곡이다. 이 곡은 프레디 머큐리가 그들의 원래 매니저와 트라이던트 스튜디오의 회장 노만 셰필드와의 결별에 대해 썼다. 비록 이 노래가 그를 직접적으로 언급하지는 않지만, 쉐필드는 그 밴드와 음반사 모두를 명예훼손 혐의로 고소했다. 이로 인해 법정 밖에서의 합의가 이루어졌고, 따라서 대중에게 그의 노래와의 연관성을 밝혔다. 로저 테일러는 또한 《A Night at the Opera》에 앞선 음반인 〈Killer Queen〉과 《Sheer Heart Attack》의 성공에도 불구하고, 이 밴드는 음반이 만들어지기 전에 해체되었다고 언급했다. 셰필드 회장은 2013년 출간된 자서전 《Life on Two Legs: Set The Record Straight》에서 자신과 퀸의 1972년 경영계약서를 자신의 매니저 자격으로 오인했다는 사실을 부인했다.
이 곡은 1975년 말 삼 이스트 스튜디오에서 녹음되어 혼합되었다. 〈Bohemian Rhapsody〉와 마찬가지로, 이 곡의 대부분의 기타 부분은 처음에 브라이언 메이에게 기타에서 어떻게 연주될 필요가 있는지를 보여주기 위해 머큐리가 피아노로 연주했다.